# Saumon rose à bosse
Oncorhynchus gorbuscha
Pour les articles homonymes, voir Bossu (homonymie).
Espèce
Le saumon rose à bosse (Oncorhynchus gorbuscha, Walbaum, 1792) ou saumon bossu est une espèce de poisson « anadrome obligatoire » de la famille des Salmonidae, originaire de l'océan Pacifique. Il est le plus petit en taille parmi les saumons sauvages, mais grâce à sa fertilité, il en constitue le stock le plus abondant (40 % en poids et 60 % des pêches commerciales – entre 2017 et 2022 ± 440 000 t par an en moyenne).
Initialement originaire de l'océan Pacifique, il est introduit dans les années 1950 dans la péninsule de Kola et en Europe du Nord. Il est également introduit accidentellement dans l'océan Arctique et en Amérique du Nord jusque dans les grands lacs,, et colonise l'Atlantique.
Au XXIe siècle, les scientifiques lui reconnaissent les caractéristiques des espèces invasives. Le biologiste Rune Muladal estime en 2021 que « la reproduction du saumon à bosse dans les rivières norvégiennes est devenue si élevée [que l'on peut considérer] que l'espèce s’y est établie ». La première observation en France (et la plus au sud jamais faite côté atlantique) date du 20 aout 2017 sur la Canche à Brimeux à 22 km de l’estuaire de la Seine. Il s'agissait d'un jeune mâle de 40 cm environ, photographié et relâché dans le cadre d'une pêche no-kill,. Le phénomène augmente en 2021, si bien que l'OFB publie une note à ce sujet.

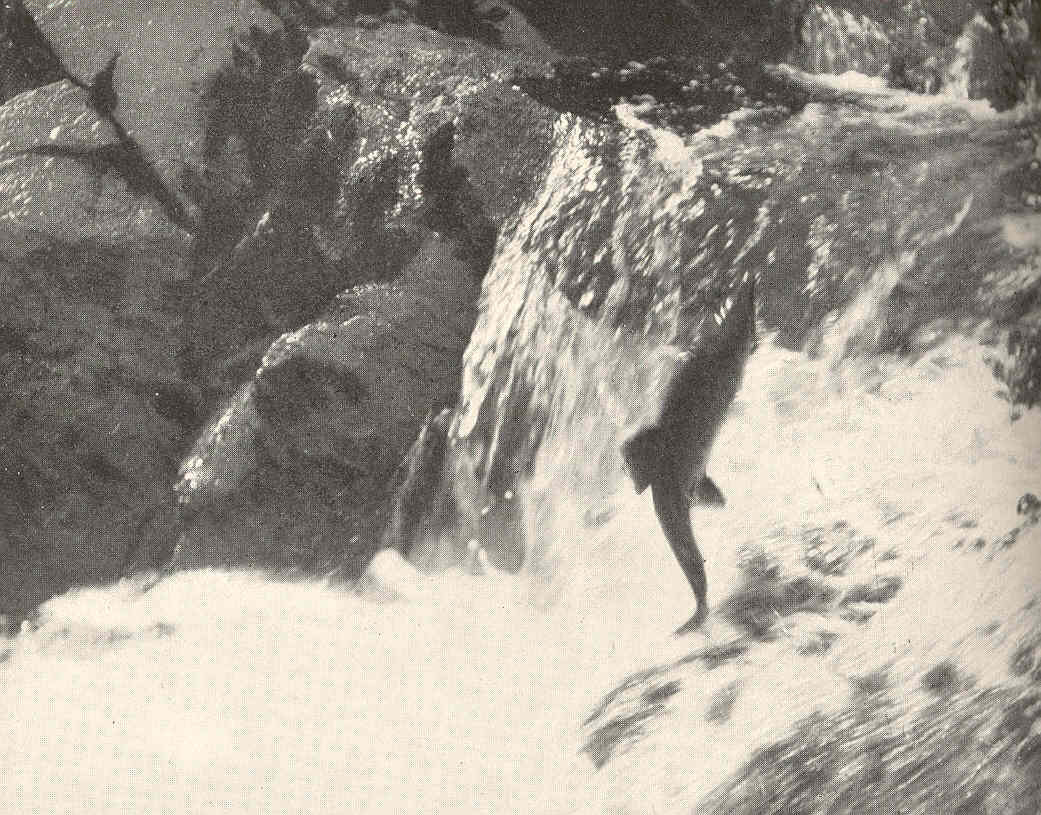
Grâce à ses réserves énergétiques, ce saumon peut franchir de nombreux obstacles. Certains bonds semblent être destinés à l'observation et la préparation du franchissement.

## Distribution
Il est naturellement présent dans l'océan Pacifique sur les côtes et cours d'eau américains et asiatiques du Pacifique (entre 40° N et 70° N), du nord de l'Alaska au sud de la Californie et dans l'ouest du Pacifique, de la Sibérie au large des côtes coréennes et japonaises, ce qui en fait le saumon qui a la plus grande aire de distribution.
Son aire de répartition tend à s'etendre, non seulement du fait de l'homme, mais aussi sous l'influence du dérèglement climatique en s'élargissant aux eaux de l'Arctique canadien et de l'Atlantique.
Après une transplantation ratée à la fin des années 1930,, il est introduit dans la péninsule de Kola (mer de Barents et mer blanche) pour le développement de la pêcherie dans les années 1950.
De 1956 à 2000, les Russes l'introduisent dans divers cours d'eau à raison de parfois plus de 35 millions de juvéniles par an selon Niemelä et ses collègues en 2016 mais les premières souches (provenant de l'île de Sakhaline et de rivières du Kamtchatka) survivent mal dans les régions froides car pondant trop tardivement. À cette époque, les retours d'adultes ne sont encore constatés que les années impaires de fin juin à début septembre, avec un pic fin juillet,,. En 1985, des souches frayant plus tôt, probablement importées de la rivière Ola, s'adaptent et colonisent la mer Blanche (Gordeeva et al., 2015).
On les remarque ensuite en  Norvège puis en Écosse en Angleterre et en Irlande,,. Dans les années 1960, force est de constater qu'il colonise plus de 40 fleuves de Norvège et d’Islande puis les fleuves se jetant dans la mer du Nord et la mer Baltique. En 2015-2017, les populations vraiment autonomes ne sont encore présentes que dans onze rivières du comté de Finnmark (selon Fiske et al., 2013) sur les 400 colonisées par le saumon atlantique. 
En 2017, il en est trouvé en Irlande (une trentaine d'individus selon Inland Fisheries Ireland, 2017), au Royaume-Uni (une centaine dont 70 dans 18 rivières écossaises), en Finlande, Islande, Danemark (Fisheries Management Scotland, 2017). Cette même année, on le remarque en Allemagne et en France.
En Europe, il pèse en moyenne de 960 grammes à plus de 2 kilogrammes pour des tailles comprises entre 43 et 52 cm,. On le pêche depuis les années 1970 en Norvège. Les femelles dominent parfois (48 à 80 % des prises) et leur fécondité absolue a été estimée à 2 000 œufs environ,. La ponte se fait de septembre à novembre. On a constaté dans la rivière norvégienne Vestre que beaucoup de juvéniles ont déjà résorbé leur sac vitellin à la mi-mai, bien avant l'émergence des saumons atlantique qui se fait en juillet sur ce cours d'eau. De plus, Gordeeva et al. (2015) ont constaté que là où il a été introduit, la taille des smolts est souvent plus grande (jusqu’à 427 mg dans la Megra), peut être en raison d'une nourriture abondante, et il peut être plus fécond, ce qui fait craindre une compétition trophique et pour les zones de repos, voire une certaine invasivité au détriment des autres espèces de saumons autochtones.

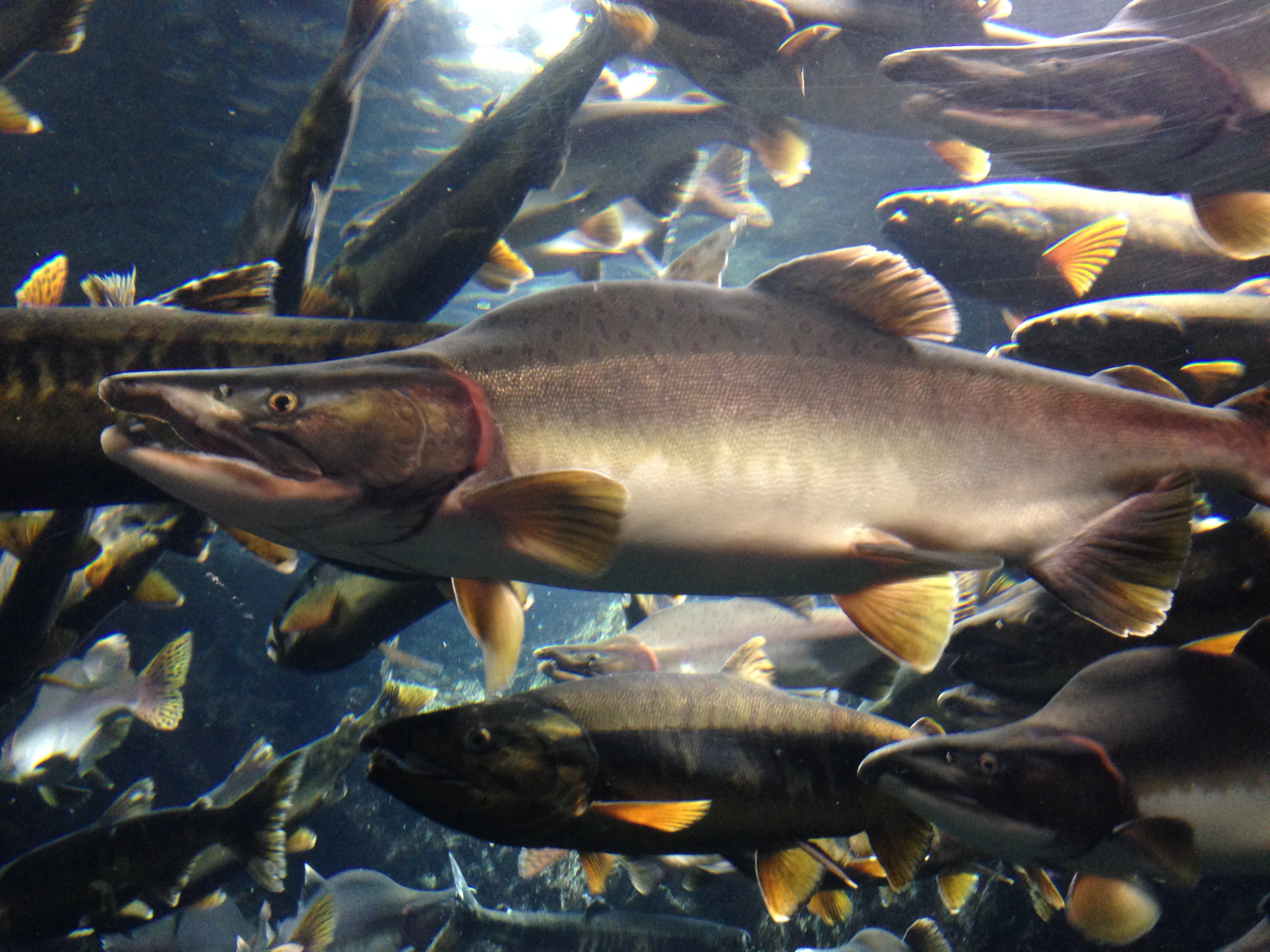

## Habitat
Il est moyennement tolérant concernant les températures et nécessite une eau oxygénée et froide à fraîche, les jeunes se développant en rivières dans des eaux de 3 à 15 °C.

## Description

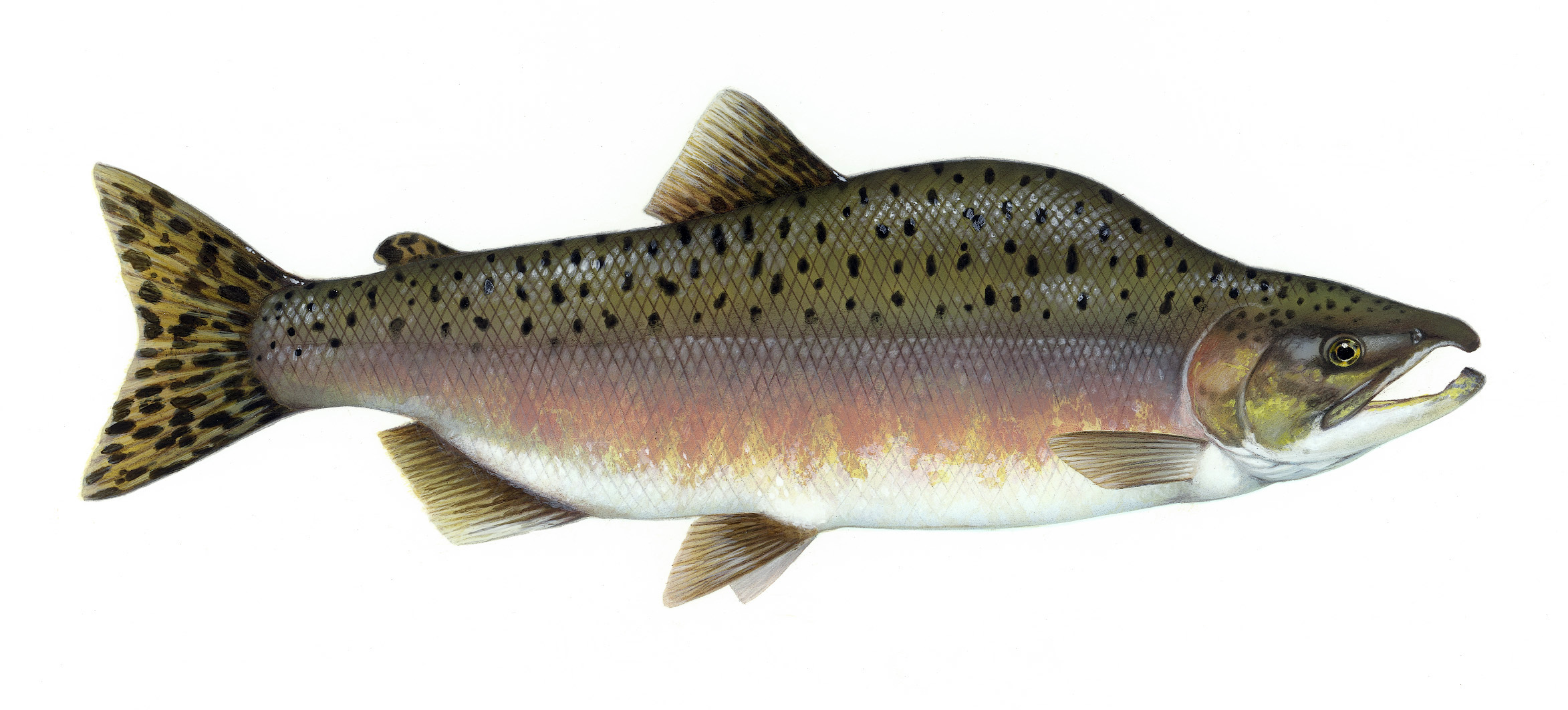

Le juvénile est petit (3 cm) et blanchâtre, sans marque transversale sur les flancs (Kottelat & Freyhof, 2007). Il devient argenté alors qu'il dévale vers la mer (smoltification).
Dans l'océan, il est franchement argenté mais lors de son retour vers sa zone de frai, il change de couleur, devenant gris pâle sur le dessus avec le ventre d'un blanc jaunâtre (bien que certains prennent entièrement une couleur vert terne). Comme tous les saumons, en plus de la nageoire dorsale, il a également une nageoire adipeuse sur le dos qui est orné de grandes taches ovales noires. La queue a une forme de V et la nageoire anale a 13 à 17 rayons mous.
Sa bouche est blanche et ses gencives noires, avec une absence de dents sur la langue.
Lors de la migration de reproduction, les mâles développent une bosse dorsale prononcée (d'où leur nom de saumon rose à bosse et leur surnom en anglais de « humpies »)  et leur dos prend une couleur brune à noire alors que celui de la femelle devient vert olive avec des barres ou des taches sombres, le ventre restant blanc-brillant pour les deux sexes. La tête se déforme (élargissement, croissance de « dents nuptiales » sur les deux mâchoires alors qu'un « bec crochu» se forme à la mâchoire supérieure (Kottelat & Freyhof, 2007 cités par l'AFB). Les mâles du genre Salmo ont aussi un bec qui se développe au moment de la reproduction mais qui se forme au bout de la mâchoire inférieure.

### Taille et poids
- Les records enregistrés sont de 76 cm de long et de 6,8 kg mais la taille moyenne est de 50 cm ;
- Poids moyen : 2 à 2,2 kg[13],[1].

## Reproduction et cycle de vie
Son cycle de vie dure 2 ans, dont 18 mois sont passés en mer, ce qui fait que les lignées des années paires et impaires sont génétiquement distinctes (phénomène d'isolement reproducteur).
Côté asiatique, la migration des reproducteurs débute en juin et se prolonge jusqu'en août (juin-juillet pour les populations les plus au Sud), alors que sur la façade ouest des États-Unis elle est plus tardive (juillet à septembre selon Heard, 1991).
Le frai a lieu de août à novembre, plutôt en aval des rivières sur des radiers. Les reproducteurs meurent peu après la ponte. Chaque femelle pondra de 1 200 à 1 900 œufs ont l'incubation est de 560 à 580 degrés-jours ; l'alevin se transforme en smolt à 889 - 1000 degrés-jours.
La dévalaison des smolts varie de fin février (rivière Fraser) à mi-août (Amour) à une taille moyenne de 28 à 35 mm pour un poids de 130 à 260 mg. Néanmoins, sur certaines cours d'eau, la taille des smolts peut aller jusqu’à 70 mm. L’espèce parcourt plus de mille kilomètres en mer et le taux de survie en mer s'établit entre 2 et 5 %.